# Voletice

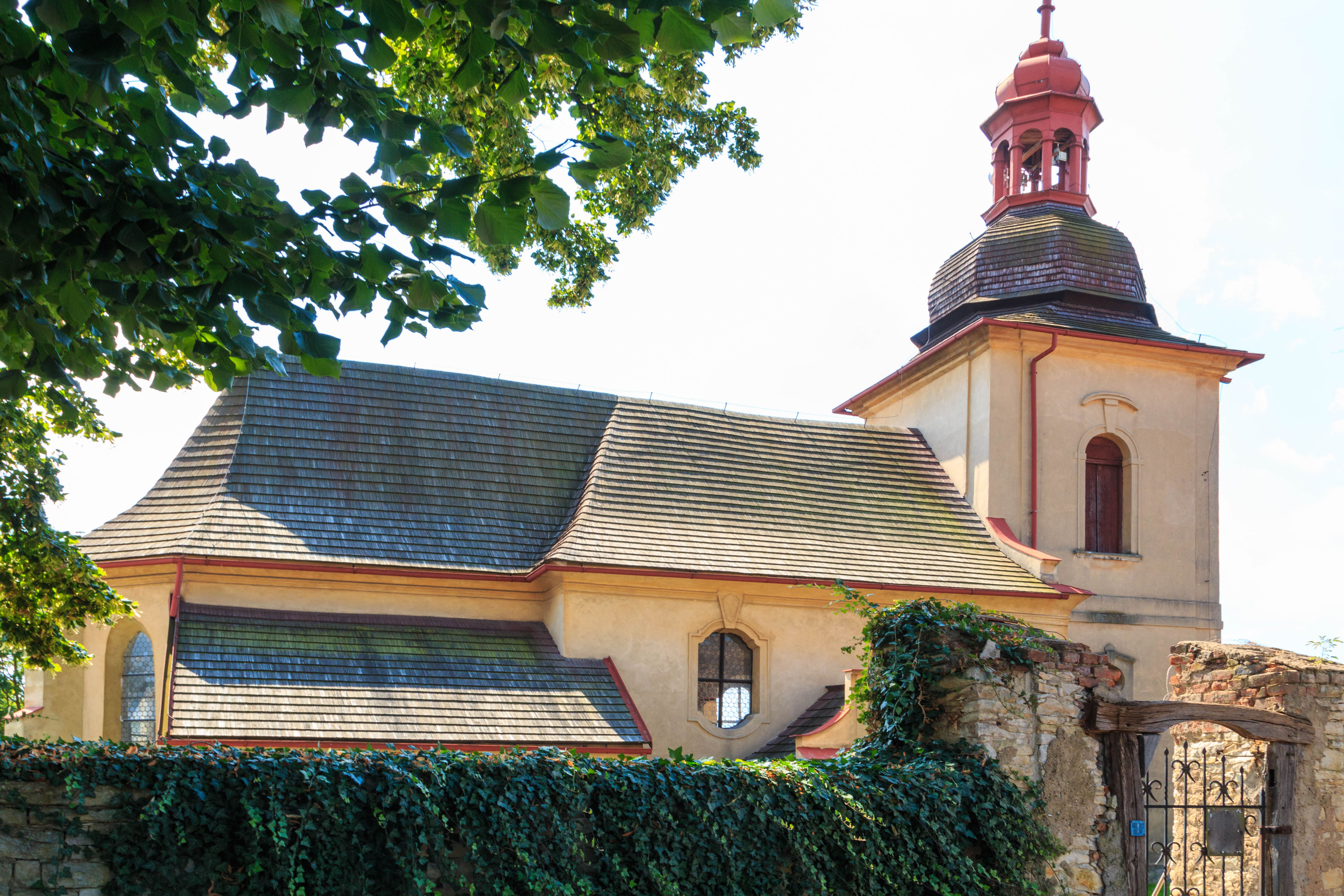
Kirche St. Georg

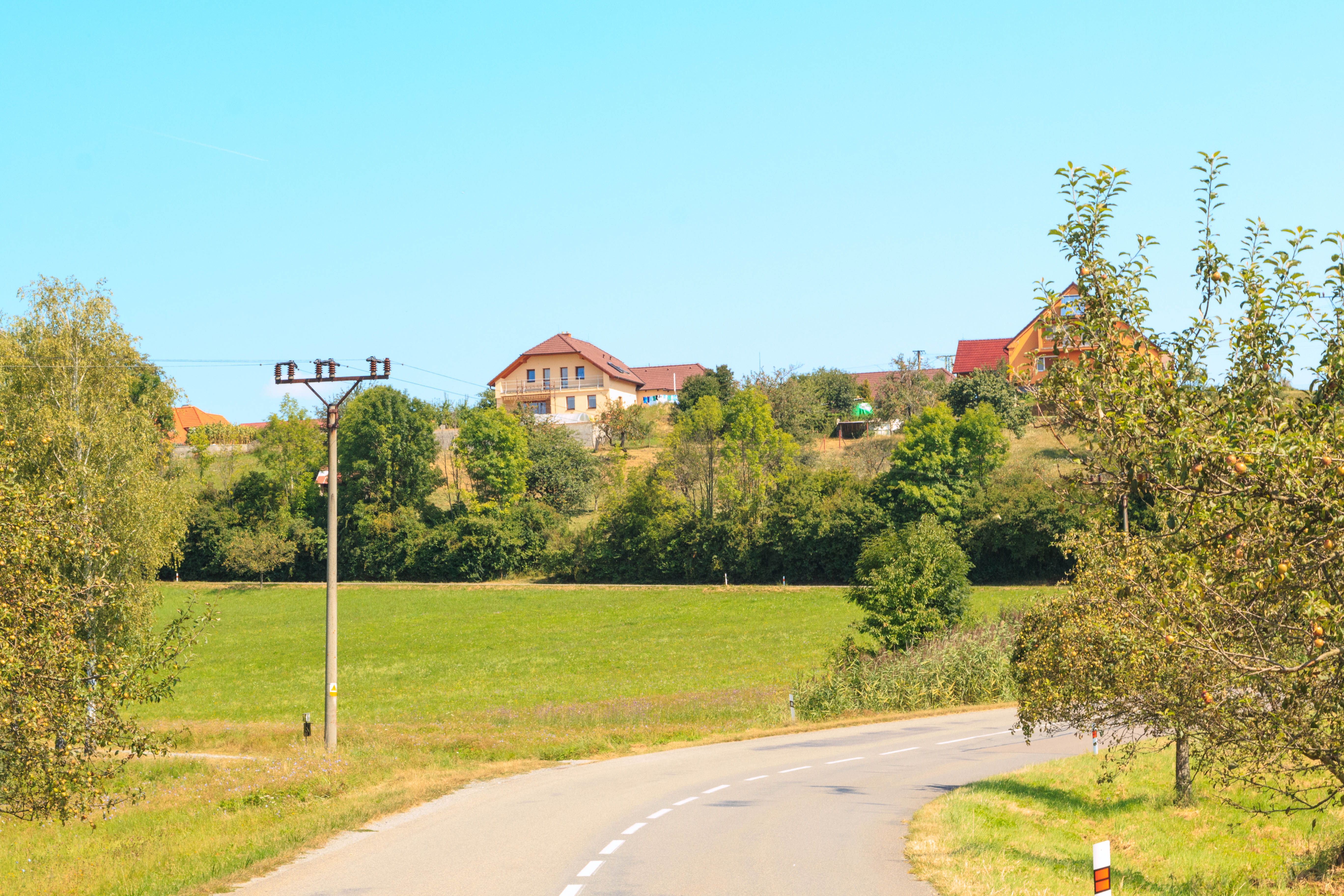
Blick von Luže auf Voletice

Voletice (deutsch Woletitz) ist ein Ortsteil der Stadt Luže in Tschechien. Er liegt anderthalb Kilometer nördlich von Luže und gehört zum Okres Chrudim.

## Geographie
Voletice befindet sich rechtsseitig über dem Tal der Novohradka (Wolschinka) auf einer Plänerlehne in der Novohradská stupňovina (Neuschlosser Stufenland). Durch das Dorf führt die Staatsstraße II/305 zwischen Luže und Stradouň. Südöstlich erheben sich der Farářství (445 m n.m.) und die Klapalka (380 m n.m.), im Süden der Košumberk (376 m n.m.) und der Chlumek (379 m n.m.) sowie westlich der Dobrkovský kopec (338 m n.m.). Südwestlich des Dorfes liegt der Teich Voletický rybník.
Nachbarorte sind Martinice, Jenišovice und Štěnec im Norden, Srbce im Nordosten, Domanice und Řepníky im Osten, Střemošice und Bílý Kůň im Südosten, Košumberk, Chlumek und Luže im Süden, Horní Radim im Südwesten, Radim im Westen sowie Lozice im Nordwesten.

## Geschichte
Die erste schriftliche Erwähnung des Dorfes erfolgte 1349. Die älteste Nachricht über die Kirche stammt von 1350, als die Pfarrei Voletice dem neu errichteten Bistum Litomyšl zugewiesen wurde. Während des Dreißigjährigen Krieges erlosch die Pfarrei Voletice, die Kirche wurde zur Filialkirche der Luscher Pfarrei.
Im Jahre 1835 bestand das im Chrudimer Kreis gelegene Dorf Woletitz aus 23 Häusern, in denen 101 Personen, darunter eine protestantische Familie, lebten. Im Ort gab es eine Filialkirche des hl. Georg mit Gottesacker. Pfarrort war Lusche. Bis zur Mitte des 19. Jahrhunderts blieb Woletitz dem Gut Koschumberg untertänig.
Nach der Aufhebung der Patrimonialherrschaften bildete Voletice bzw. Oletice ab 1849 mit den Ortsteilen Domanice und Srbce eine Gemeinde im Gerichtsbezirk Hohenmauth. Ab 1868 gehörte die Gemeinde zum politischen Bezirk Hohenmauth, Srbce war bereits Ende der 1850er Jahre eigenständig geworden. 1869 hatte Voletice 97 Einwohner und bestand aus 23 Häusern. Im Jahre 1900 lebten in Voletice 102 Personen, 1910 waren es 99. 1930 hatte das Dorf 88 Einwohner. Die Freiwillige Feuerwehr wurde erst in den 1940er Jahren gegründet. Nach dem Februarumsturz widersetzten sich die Bauern lange Zeit der Kollektivierung; nach hartem Druck des Bezirksausschusses wurde 1957 eine JZD gebildet. Seit 1961 gehört das Dorf zum Okres Chrudim. Am 30. April 1976 wurde Voletice nach Luže eingemeindet. Beim Zensus von 2001 lebten in den 22 Häusern von Voletice 55 Personen.

## Ortsgliederung
Der Katastralbezirk Voletice umfasst die Ortsteile Domanice und Voletice.

## Sehenswürdigkeiten
- Kirche St. Georg, sie ist seit der Mitte des 14. Jahrhunderts als Pfarrkirche nachweislich. Die ursprüngliche Holzkirche wurde zu Beginn des 17. Jahrhunderts durch einen steinernen Bau im spätgotischen Stil ersetzt. In der ersten Hälfte des 18. Jahrhunderts erfolgten Umbauten. Umgeben wird die Kirche von einem Friedhof. Die Holzdecke des Schiffes stammt aus dem Jahre 1626, der Hauptaltar wurde in der zweiten Hälfte des 17. Jahrhunderts geschaffen. Im Jahre 1903 wurde die Arche des hl. Georg mit Tafelbildern vom Ende des 16. Jahrhunderts dem Nationalmuseum übergeben.
- Jüdischer Friedhof Luže, südlich des Dorfes